# 斯韦特兰娜·别萨拉布
斯韦特兰娜·维克托罗芙娜·别萨拉布（羅馬化：Svetlana Viktorovna Bessarab；1970年12月7日—）是俄罗斯政治人物，第七届和第八届国家杜马代表。
1999年，别萨拉布毕业于莫斯科通讯与信息技术大学，2001年获得俄罗斯内务部克拉斯诺达尔大学法学硕士学位。她于2012年竞选克拉斯诺达尔边疆区立法议会议员，开始了她的政治生涯。2013年被任命为全俄人民阵线库班支部主席。
自2016年以来，她担任第七届（2016年—2021年）和第八届国家杜马（自2021年起）代表。她代表的是克拉斯诺达尔边疆区。
她是恋童癖者终身监禁法的发起人之一，该法由国家杜马通过，并于2022年初由总统弗拉基米尔·普京签署。

## 制裁
别萨拉布于2022年因俄乌战争而受到英国政府和美国财政部制裁。